# 난수방송
난수방송(亂數放送, 영어: Numbers station) 또는 암호방송(暗號放送)은 숫자나 문자, 단어 등의 나열을 조합한 난수 및 모스 부호 등을 이용한 메시지를 송신하는 알 수 없는 단파 방송 방송국이다. 보통 목소리는 음성 합성을 이용한 목소리를 이용하고, 다양한 언어를 이용한다. 때로는 남성 또는 아이 목소리를 방송하기도 하지만 대부분의 난수방송 목소리는 여성이다. 난수방송의 특성 상 생방송으로 진행되는 난수방송은 드물다. 전파의 형태는 일반 방송이 사용하는 AM 형태 뿐만 아니라, CW(모스 부호), USB, LSB 등의 형태도 난수방송에 쓰인다. (그리고 AM 이외 이러한 여러 가지 형태를 사용하는 경우에는 중파 대역을 사용하지 않는다.)
일반적으로 난수방송에 쓰이는 암호는 암호화가 돼있으며, "32948"와 같은 숫자의 경우 어떠한 책의 329페이지 48번째 글자등을 의미하는 등 이러한 난수에는 암호의 규칙성이 전혀 없으므로 해당 송수신자 외에는 해독할 수 없게 된다.  이러한 예시로는 코드북 암호가 있는데, 북한의 난수방송의 경우 나는 너에게 장미의 화원을 약속하지 않았다라는 책을 코드북으로 이용했었다고 전해진다. 난수방송을 보내는 경우는 보통 송수신자의 거리가 멀기 때문에, 원거리까지 도달할 수 있는 중파나 단파대역을 이용하여 보내게 된다. 초단파 이상의 전파는 전파가 도달하는 거리가 한정적이기 때문에 보통 사용하지 않는다.

## 한국의 난수방송
한국의 난수방송은 한국전쟁 휴전 이후 시작되었다.
북한의 경우 A2 방송(모스 부호), A3 방송 (V15)가 대표적이다.  A3 방송은 1984년 1월부터 여러 노래를 개시곡으로 사용했으며 개시곡이 끝난 뒤 수신자를 호출했는데, 아파트처럼 -호 의 형식으로 수신자를 부르게 된다. 그 다음 조수, 즉 전문의 세트의 개수를 부르게 되는데, 이는 주로 3자리 숫자 + 2자리 숫자 가 전문의 한 조가 되거나, 2자리 숫자 + 2자리 숫자가 전문의 한 조가 된다. 전문을 열거한 뒤, 방송은 전문을 다시 부른 후 방송을 마치게된다. 첫 남북정상회담이 개최된 후 2000년 12월에 폐지되었다.
그러나, 북한은 2016년부터 다시 A3 방송을 시작하게 되는데, 기존의 포맷을 사용하지 않는다. 방송을 시작할 때 기쁨의 노래안고 함께 가리라라는 개시곡을 사용함으로써 개시곡으로 시작하는 것은 동일하나, 지금부터 **호 탐사대원들을 위한 원격교육대학 **복습과제(여러 과목이 들어갈 수 있음.)를 알려드리겠습니다. 문제를 부르겠습니다.라는 형식으로 기존의 전문 열거 형식이 아닌 수신자를 호출하고 복습과제의 과목도 부르며 난수방송이 한 층 강화되었다. 이후 ***페지(페이지), ***번 (페지는 1~999까지, 번은 1~100까지 들어갈 수 있음.)이라는 과제를 알려준다는 형식으로 전문을 열거하고,  다시 부르겠습니다.라는 공지 이후 전문을 다시 열거한 후 이상입니다.라는 공지로 마치게 된다.

남한의 경우 V24와 M94(모스 부호)가 대표적이다.
V24는 정확한 날짜는 확인할 수 없지만 1978년경에도 하고있다는 설이 있다.  매년 주파수마다 다른 개시곡을 사용하는데, 트로트, K-POP, 클래식 등 노래의 장르를 가리지 않고 사용한다. 개시곡이 끝나면 ****호,(수신자를 숫자로 나타내는데, 이 숫자는 3자리가 될 수도 있음.) ****호 전문 받으세요. 조수 **조 본문 부르겠습니다.라고 알리며 전문을 열거하게 된다. 전문을 모두 부른 후 본문 다시 부르겠습니다.라고 알려 전문을 다시 열거하고, 이 마저도 끝나면 이상입니다.로 방송을 마치게 된다.
M94의 경우 2013년까지 했었다고 추정되며,  V24를 모스 부호의 형식으로 바꾼 형태라고 볼 수 있다. M94 방송은 모스 부호로 VVV VVV VVV CQ CQ de ****(수신자를 숫자로 나타냄.) QRV QRK5 QTC K HR W ** (조수) bt을 송신하며 방송을 시작하는 형태이고, 전문을 모두 열거한 뒤 RPT bt를 송신하여 다시 전문을 열거하게 되고, 모두 열거하게 되면 BT AR K TU VA를 송신하여 이상 방송을 마친다는 신호를 보낸다.
과거 1960년대~1970년대에는 마을 구장들이 '간첩 식별 요령' 전단지나 '거동 수상자 신고 방법' 전단지를 주민들에게 나누어 주었는데, 이 전단지에는 "밤중에 이북 방송을 듣는 사람"이나 "밤 12시를 전후하여 무전치는 소리가 들리는 집"과 같이 난수 방송을 언급하는 내용도 있다.

## 외국의 난수방송
- 링컨셔 포처 (난수방송)
- 체리 라이프 (난수방송)
- UVB-76

## 같이 보기
- 기밀 방송(영어판)
- 문자 송신(영어판)
- 워렝턴 훈련 센터